# Déclaration des 46
La déclaration des 46 est une lettre secrète envoyée par un groupe de 46 dirigeants soviétiques au Politburo du Comité central du Parti communiste de l'Union soviétique le 15 octobre 1923. Cette déclaration suit une lettre de Léon Trotski envoyée le 8 octobre 1923 au Politburo qui exprimait des idées similaires, contribuant ainsi à l'avènement d'une Opposition de gauche au sein du Parti communiste de l'Union soviétique.

## Contenu de la déclaration
La déclaration est constituée de trois paragraphes qui décrivent la situation, critiquent la direction du parti et proposent des solutions afin de « surmonter la crise économique, la crise politique et la crise du parti ».

### Premier paragraphe
Le premier paragraphe de la déclaration décrit la situation économique du pays et ses causes. Depuis l'été 1923, l'URSS subit en effet une grave crise économique (Crise des ciseaux) qui est due, selon la déclaration, à des « insuffisances de la direction du parti dans le domaine économique » et à « l'absence totale de direction planifiée de l’industrie ». Cette crise économique engendre un certain nombre de difficultés (décrites dans le texte) qui ont pour effet un « mécontentement naturel des travailleurs » (référence aux grèves ouvrières de cette période). La déclaration condamne le comité central du parti, affirmant que s'il y a eu, malgré tout, « d'incontestables progrès majeurs dans l'industrie, l'agriculture, les finances et les transports », ces progrès se sont faits « non pas grâce, mais en dépit d’une direction défaillante ». Pour les signataires de la déclaration, il doit y avoir un changement radical dans la politique économique du pays afin d'éviter « la possibilité d'un choc économique exceptionnellement sévère ».

### Deuxième paragraphe
Le deuxième paragraphe est au sujet des relations au sein du parti. Sans directement critiquer les dirigeants du parti, la déclaration dénonce néanmoins le manque de démocratie à l'intérieur du parti dû à un « recrutement et une orientation de l'activité unilatérales et adaptées aux idées et sympathies d’un cercle étroit », formant un « régime établi à l'intérieur du parti [qui] est absolument intolérable ». D'après les signataires, même si la majorité des membres du parti sont conscients des problèmes, personne n'ose en parler étant donné que « la libre discussion au sein du parti a pratiquement disparu ». La déclaration dénonce également la bureaucratisation du parti qui a créé une division profonde « entre les fonctionnaires professionnels du parti, choisis par en haut, et le reste de la masse du parti, qui ne participe pas à la vie publique ». Cette « dictature au sein du parti » avait d'abord été consentie « comme mesure provisoire » permettant de lutter contre les blancs lors de la guerre civile russe à l'occasion du Xe congrès du parti bolchevik en 1921. Cependant, cette organisation est devenue « obsolète » car elle affaiblit les liens dans le parti.

### Troisième paragraphe
Le dernier paragraphe dénonce le « régime fractionnel » au sein du parti (c'est-à-dire les différents courants qui divisent le parti) et appelle à plus de transparence et de discussion afin de permettre « une réelle unité de pensée et d’action face à une situation intérieure et extérieure extrêmement complexe ». Le texte mentionne des « groupes illégaux » faisant partie de « mouvements d'opposition extrême, et même clairement malsains ». Ces citations font sans doute référence aux groupes d'opposition tels que l'Opposition ouvrière. La conclusion de la déclaration est de « convoquer une réunion des membres du Comité Central » afin de faire entendre les opinions divergentes au sein du parti.

### Signataires
Chaque dirigeant ayant signé cette déclaration a écrit des remarques montrant les différents niveaux d'adhésion au contenu du texte. 
Les signataires sont : E. Préobrajensky, B. Breslav, L. Serebriakov, A. Beloborodov, A. M. Rosengoltz, M. Alsky, V. Antonov-Ovseïenko, A. Benediktov, I.N. Smirnov, G. Piatakov, N. Obolensky (Ossinsky), N. T. Mouralov, T. Sapronov, A. Holtzman, V. Maximovsky, D. Sosnovsky, Danichevsky, P Mesyatsev, T. Khorechko, A. Boubnov, A.Voronsky, B. Smirnov, E. Bosch, V. Kossior, F. Lokatskov, Kaganovitch, Drobnis, P. A. Kovalenko, A. E. Minekine, V. Iakovleva, B. Eltsine, M. Levitine, I. Palioudov, O. Chmidel, N. Vaganian, I. Stoukov, A. Lobanov, Rafaïl S. Vassiltchenko, Mikh. Jakov, A. M. Pousakov, N. Nikolaev, Averine, I. Bogouslavsky, F. Soudnik, Yakov Drobnis, Mikhaïl Bogouslavski.
La plupart des signataires furent exécutés lors des Grandes purges entre 1936 et 1938.

## Sources
- (en) Cet article est partiellement ou en totalité issu de l’article de Wikipédia en anglais intitulé « The Declaration of 46 » (voir la liste des auteurs).
- Citations issues de la traduction française du texte original de la Déclaration des 46 faite par S. Jaffard en 2011, disponible sur le site marxists.org : https://www.marxists.org/francais/4int/ogi/1923/ogi_19231015.htm